# Председник Владе Финске
Премијер Финске (фински: Suomen pääministeri) је лидер финске владе. Премијер и њихов кабинет врше извршну власт у држави. Премијер је формално рангиран на трећем месту у протоколу после председника Финске и председника парламента, али је у пракси најмоћнији носилац функције. Први премијер Финске, Пер Евинд Свинуфуд (такође касније 3. председник Финске), именован је 27. новембра 1917, само неколико дана пре него што је држава прогласила независност.
Актуелни премијер је Петтери Орпо из Партије националне коалиције.Орпо је положио заклетву 20. јуна 2023.

## Историја
Године 1918. Сенат Финске је трансформисан у Владу Финске, а место потпредседника Економског одељења трансформисано је у функцију премијера. Кесаранта, која се налази у западном делу Хелсинкија Мејлати, била је званична резиденција премијера Финске од 1919. године.

Од своје независности 1917. године, Финска је имала 72 кабинета. Најдужа су била два кабинета премијера Пава Липонена, који су трајали цео парламентарни мандат, односно 1.464 дана.
- Свечани ручак финских премијера 27. септембра 2022
- Кесаранта, званична резиденција премијера Финске, у Така-Толоу, Хелсинки